# Флорештени (Горж)
Флорештени (рум. Floreșteni) насеље је у Румунији у округу Горж у општини Таргу Карбунешти. Oпштина се налази на надморској висини од 310 m.

## Становништво
Према подацима из 2002. године у насељу је живело 412 становника, од којих су сви румунске националности.